# 館林藩
館林藩（たてばやしはん）は、上野邑楽郡にあった藩。石高は、短い一時期を除いておおむね5万石から11万石の中藩で、御両典のひとつとして御三家に継ぐ高い家格を持った徳川綱吉とその子・徳松の時代は例外的に25万石だった。1845年、井上正春が転封となり、秋元志朝が6万石で入封、それ以後1871年の廃藩まで秋元家が藩主として続いた。藩庁は館林城（現在の群馬県館林市城町）。

## 概要と藩史
天正18年（1590年）、小田原征伐後関東に入部した徳川家康は、徳川四天王の一人・榊原康政に館林10万石を与えた。これが館林藩の立藩である。康政は検地や館林城の拡張工事、さらに城下町の整備や治水工事、日光脇往還などの街道新設などに尽力し、藩政の基礎を固めた。康政は慶長5年（1600年）の関ヶ原の戦いで徳川秀忠軍に属して真田昌幸と戦った。戦後、家康は康政に水戸25万石を与えようとしたが、康政はこれを辞退している。康政の死後、跡を継いだ康勝は大坂の陣において戦功を挙げたが、直後の元和元年（1615年）5月27日、嗣子無く死去した。このため、榊原家は断絶の危機に立たされたが、幕府は由緒ある榊原家の家名が絶えることを惜しんで、康政の孫で大須賀家を継いでいた忠次を康勝の養嗣子として跡を継がせた。忠次は元和2年（1616年）1月に家康から松平の名乗りを終生許されたため、松平忠次とも呼ばれる。寛永2年（1625年）12月には1万石の加増を受けた。寛永20年（1643年）7月4日に忠次が陸奥白河藩に移されると、館林藩は廃藩となり、藩領は公儀御料（幕府直轄地）となった。
翌正保元年（1644年）2月28日、遠江浜松藩から松平乗寿が6万石で入り、再び館林藩を立藩した。承応3年（1654年）1月26日、乗寿は死去して子の松平乗久が跡を継ぐ。このとき、乗久は弟の乗政に5000石を分与したため、5万5000石となった。そして寛文元年（1661年）閏8月3日、乗久は下総佐倉藩へ移され、代わって第4代将軍・徳川家綱の三弟・綱吉が25万石で館林藩主となった。ただしこのときの館林藩主は江戸定府で、綱吉は江戸の神田御殿に居住した。延宝8年（1680年）に家綱が嗣子無く死去すると、綱吉はその跡を継いで第5代将軍となった。このため綱吉の子・徳松が将軍世子のまま館林藩を継いだが、徳松は天和3年（1683年）閏5月28日に4歳で夭折したため、館林藩は再び廃藩、藩領は公儀御料に戻り、このとき館林城が破却された。
宝永4年（1707年）1月11日、綱吉の甥で将軍世子となっていた徳川綱豊（後の6代将軍・徳川家宣）の実弟・松平清武が2万4000石で入部する。その後、宝永7年1月に1万石、正徳2年12月に将軍家宣「遺命」として2万石の加増を受け、5万4000石となった。享保3年（1718年）には館林騒動と呼ばれる年貢減免を求める百姓一揆が発生し、名主3名が死罪となっている。第3代藩主・武元は享保13年（1728年）9月、家督を継ぐと同時に陸奥棚倉藩へ転封を命じられた。入れ替わりで若年寄の太田資晴が5万石で入るが、享保19年（1734年）9月に大坂城代となったため、所領を大坂周辺に移さざるを得なくなり、再び館林藩は廃藩となった。元文5年（1740年）5月、資晴の子・資俊が5万石で入って再び館林藩が立藩されたが、延享3年（1746年）9月25日に遠江掛川藩に移され、代わって西の丸老中となっていた武元が5万4000石で再び入った。翌年、武元は本丸老中に栄進し、明和6年（1769年）12月には7000石の加増を受けて、6万1000石の所領を領することとなった。第3代藩主・斉厚の代である天保7年（1836年）3月、越智松平家は石見浜田藩へ移された。
代わって棚倉より井上正春が6万石で入る。しかし弘化2年（1845年）11月、遠江浜松藩へ移され、代わって出羽山形藩から秋元志朝が6万石で入った。志朝は民政に力を注ぎ、文武奨励などを行って、岡谷瑳磨介らを登用して藩政改革にあたらせ、成功を収めた。また長州藩とも縁戚関係にあったため、常陸水戸藩と共に関東における尊皇攘夷派の急先鋒となった。ところがこのことが幕府の嫌疑を招き、元治元年（1864年）7月の禁門の変で長州藩が京都から駆逐されて朝敵となると、志朝は強制隠居処分となり同年10月27日に家督を養嗣子の礼朝に譲った。
明治元年（1868年）の戊辰戦争では、遅参したことを咎められたが、金2万両を献上したことによりこれを許され、政府軍の一員として奥羽征伐で軍功を挙げた。これにより翌年、1万石の加増を受ける。礼朝は同年の版籍奉還で藩知事となる。明治4年（1871年）の廃藩置県で館林藩は廃藩となって館林県、栃木県を経て明治9年（1876年）に群馬県へ編入された。
徳川家と深い関係を持った藩でありながら、藩主の長期による支配がなく、廃藩・公儀御料になることも少なくなかった、比較的不安定な藩だった。

## 歴代藩主

### 榊原家
10万石→11万石、譜代
1. 康政（やすまさ） 正四位、式部大輔
2. 康勝（やすかつ） 従五位下、遠江守
3. 忠次（ただつぐ） 従四位下、式部大輔兼侍従

転封後に公儀御料。

### 松平（大給）家
6万石→5万5000石、譜代
1. 乗寿（のりなが） 従五位下、和泉守
2. 乗久（のりひさ） 従五位下、和泉守

### 徳川家
25万石、親藩（御両典）
1. 綱吉（つなよし） 正三位、参議
2. 徳松（とくまつ）

断絶後に公儀御料。

### 松平（越智）家
2万4000石→3万4000石→5万4000石、親藩（御家門）
1. 清武（きよたけ） 従四位下、右近将監
2. 武雅（たけまさ） 従五位下、肥後守
3. 武元（たけちか） 従四位下、右近将監兼侍従

### 太田家
5万石、譜代
1. 資晴（すけはる） 従四位下、備中守

一時的に転封、その間は公儀御料。
1. 資俊（すけとし） 従五位下、摂津守

### 松平（越智）家
5万4000石→6万1000石、親藩（御家門）
1. 武元（たけちか）
2. 武寛（たけひろ） 右近将監
3. 斉厚（なりあつ） 従四位上、右近将監兼少将

### 井上家
6万石、譜代
1. 正春（まさはる） 従四位下、河内守兼侍従

### 秋元家
6万石→7万石、譜代
1. 志朝（ゆきとも） 従四位下、但馬守
2. 礼朝（ひろとも） 従五位下、但馬守

## 幕末の領地
- 出羽（羽前）
  - 村山郡のうち - 39村（うち2村は第1次酒田県に編入）
- 上野
  - 新田郡のうち - 1村
  - 邑楽郡のうち - 43村
- 下野
  - 都賀郡のうち - 3村（真岡知県事に編入）
  - 安蘇郡のうち - 1村（同上）
- 河内
  - 丹南郡のうち - 10村（うち1村を堺県に編入）
  - 丹北郡のうち - 16村（うち13村を堺県、3村を丹南藩に編入）
  - 八上郡のうち - 11村（堺県に編入）

明治維新後に新田郡10村（旧岩鼻県6村、旧旗本領4村）、山田郡16村（旧岩鼻県15村、旧旗本領2村、旧佐野藩領1村）、邑楽郡57村（旧岩鼻県50村、旧前橋藩領9村）、梁田郡28村（旧旗本領26村、旧高富藩領5村、旧古河藩領3村、旧足利藩領2村）、丹南郡1村（旧旗本領）が加わった。なお相給があるため村数の合計は一致しない。